# La Magdalena llegint
La Magdalena llegint és un dels tres fragments supervivents d'un gran retaule anomenat Mare de Déu amb Sants pintat a l'oli sobre taula, de meitat del segle xv pel pintor primitiu flamenc Rogier van der Weyden. La taula, originalment de roure, va ser finalitzada en algun moment entre 1435 i 1438 i va desaparèixer després del segle xvii. D'ell només es conserva al Nationalmuseum d'Estocolm un dibuix de l'obra sencera feta per un seguidor de Van der Weyden.
Aquest taula de la Magdalena ha estat en la National Gallery de Londres des de 1860. Mostra una dona amb la pell pàl·lida, de galtes altes i òssies, i ulls ovalats, típics dels retrats idealitzats de dones nobles de l'època. És identificable com la Magdalena del flascó de l'ungüent col·locat en primer pla, el qual és el seu atribut tradicional en l'art cristià. És presentada completament absorbida en la seva lectura, un model de vida contemplativa, penedida i absolta dels pecats passats. En la tradició catòlica, la Magdalena està relacionada amb Maria de Betània; ambdues van ungir els peus de Jesús amb oli, tal com es narra a Lluc 7:36–50. La iconografia de la Magdalena generalment la mostra amb un llibre, en un moment de reflexió, amb llàgrimes, o retirant els ulls. Van der Weyden presta atenció als detalls, en particular els plecs i la tela del vestit de la dona, el cristall de roca dels grans del rosari de la figura que està darrere seu, i l'exuberància de l'exterior.
El fons de la pintura hi havia estat repintat amb una capa gruixuda de pintura marró. Una neteja entre 1955 i 1956 va revelar la figura que està darrere de la Magdalena i la figura agenollada amb el seu peu nu sobresortint davant d'ella, amb un paisatge visible a través d'una finestra. Les dues parcialment visibles apareixen tallades als extrems de la taula de Londres. La figura dempeus darrera Magdalena ha estat identificada perquè pertany a un fragment del museu Calouste Gulbenkian, Lisboa, en el qual es veu el cap de sant Josep de Natzaret, mentre un altre fragment de Lisboa, mostra a qui es creu que pot ser Caterina d'Alexandria. El retaule original era una sacra conversazione, conegut tan sols a través d'un dibuix, Verge i Nen amb Sants, al Nationalmuseum d'Estocolm, el qual va seguir una còpia parcial de la pintura probablement datada a finals de 1500. El dibuix mostra que La Magdalena va ocupar la cantonada inferior a la dreta del retaule. Els fragments de Lisboa són cadascú un tercer de la mida de la Magdalena, el qual mesura 62,2 cm × 54,4 cm.
Tot i el seu reconeixement internacional en el seu temps, Van der Weyden va ser oblidat durant el segle xvii, i no va ser redescobert fins a començament del segle xix. Les primeres dades de La Magdalena llegint cal traçar-la en una venda de 1811. Després de passar per les mans de diversos comerciants holandesos, la taula va ser adquirida per la Galeria Nacional de Londres, el 1860 provinent d'un col·leccionista de París. L'historiador d'art Lorne Campbell la descriu com "una de les grans obres mestres de l'art del segle xv i una de les millors de les obres primerenques del pintor".

## Descripció

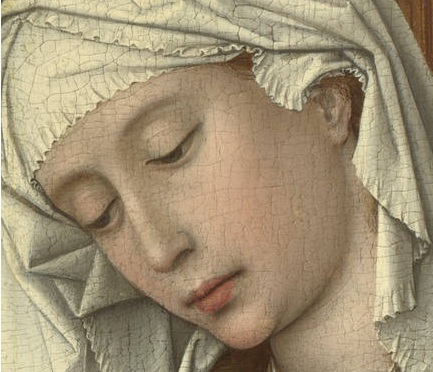
Detall mostrant la cara i el vel de Maria Magdalena pintada en blancs purs. Les celles i parpelles han estat depilades d'acord amb els ideals convencionals de bellesa de l'època.

Maria Magdalena, com es representa en la pintura de principis del Renaixement és una composició de diverses figures bíbliques. Aquí, està basada en Maria de Betània, qui és la Magdalena en la tradició catòlica romana. Maria de Betània va seure als peus de Jesús "escoltant la seva Paraula", raó per la qual se l'associa a la figura contemplativa. El contrapunt és la germana de Maria, Marta qui, representant de la vida activa, desitjava que Maria l'ajudaria a servir. Maria és representada per Van der Weyden com una noia jove, asseguda en una actitud de tranquil·la pietat, amb el cap inclinat i els ulls modestament apartats de l'espectador. Està absorta en la seva lectura d'un llibre sagrat, les cobertes del qual inclou una camisa de tela blanca, una forma comuna de coberta protectora. Hi ha quatre cintes de punt de llibre en tela de colors lligades a una barra daurada al capdamunt del dors. Segons Lorne Campbell, els aspectes "el manuscrit sembla una bíblia francesa de finals del segle xiii" i és "clarament un text devocional". Són excepcionals els retrats contemporanis per mostrar dones llegint, i si la model sabia llegir, indica que probablement seria d'una família noble.
Van der Weyden sovint enllaça forma i significat, i en aquest fragment el perfil semicircular de la Magdalena reforça la seva tranquil·la desconnexió del seu entorn. Està asseguda en un coixí vermell i descansa l'esquena contra un bufet de fusta. Al seu costat es troba un flascó d'alabastre, el seu atribut habitual. Als Evangelis es descriu que va portar espècies a la tomba de Jesús［Marc 16:1］［Lluc 24:1］. La vista que s'observa a través de la finestra és d'un canal llunyà, amb un arquer sobre del mur del jardí i una figura que camina a l'altra banda de l'aigua, sobre la superfície de la qual es reflecteix la seva imatge.

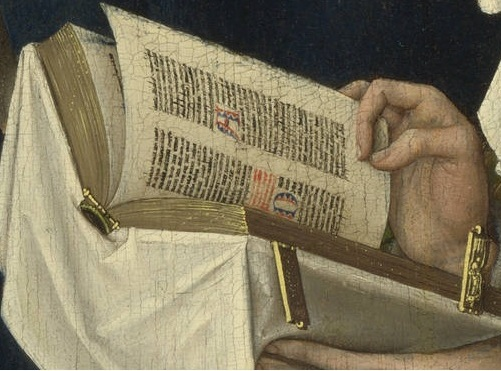
Detall mostrant el llibre d'oració, probablement un llibre d'hores, decorat amb tela blanca i fermalls d'or.

El posat de la Magdalena és similar a un nombre de figures religioses femenines pintades pel seu mestre Robert Campin o el seu taller. S'assembla força, en tema i to, a la figura de Santa Bàrbara del Tríptic Werl de Campin, i també a la Verge d'una Anunciació atribuïda a Campin en Brussel·les. Tal com és habitual en Van der Weyden, la cara de la Magdalena té un aspecte gairebé esculpit, i els elements de la seva roba són tractats fins al mínim detall. Porta una roba verda; en l'art medieval la Magdalena es representa normalment despullada (de vegades coberta només pel seu cabell llarg) o amb vestit de colors vius, típicament vermell, blau o verd, gairebé mai en blanc. El seu vestit està estretament lligat sota del seu bust per una banda blava, mentre que el brocat d'or dels seus enagos està adornat per una vora enjoiada. El crític d'art Charles Darwent va observar que el passat de la Magdalena com a "dona caiguda" s'insinua pel vellut del folre de pell del seu vestit i uns pocs bris del cabell sobresortint del seu vel. Darwent va escriure, "Fins i tot els seus dits, distretament en forma de cercle, suggereixen completesa. En la seva barreja de puresa i erotisme, la Magdalena de Van der Weyden es mostra completa; però no ho és." En el període medieval, la pell simbolitzava sexualitat femenina i va estar generalment associat amb la Magdalena. L'historiador medieval Philip Crispin explica que els artistes com Memling i Matsys sovint retrataven la Magdalena amb pells i destaca que "va notablement vestida en peces folrades de pell en La Magdalena llegint de Rogier van der Weyden".

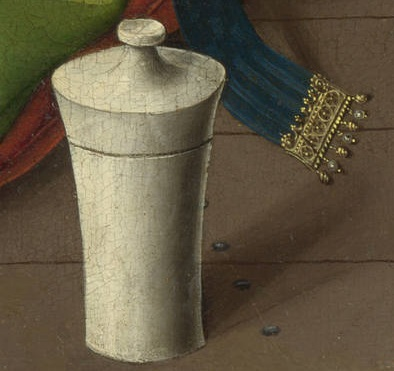
Detall del pot i una fila de claus al pis de fusta, a la d'avall a la dreta del plafó. Van der Weyden cuida els detalls, com a la sivella daurada i l'ombra projectada.

El nivell de detall utilitzat dins el retrat de Magdalena ha estat descrit per Campbell com "superlatiu" respecte de l'obra de Van Eyck. Els seus llavis estan pintats amb unes ombres de vermelló, una barreja de blanc i vermell que es complementen per a donar un aspecte transparent al perímetre. El folre de pell del seu vestit està pintat en una gamma de grisos que van de gairebé blanc fins a negre pur. Rogier va donar a la pell un aspecte de textura en pintar ratlles paral·leles a la línia del vestit i llavors difuminant la pintura abans que no s'assequés. L'or en la tela es representa amb una varietat d'impastos, ratlles i punts de mida i color variable.
Molts dels objectes al seu voltant també estan tractats amb molta fidelitat, en particular el pis de fusta i claus, els plecs del vestit de la Magdalena, les vestimentes de les figures que es veuen a l'exterior i els grans del rosari de Josep. L'efecte de la llum baixa ha estat motiu d'estudis; els grans de rosari de cristall de Josep tenen punts brillants, mentre subtils combinacions de llum i ombra pot observar-se en traceria del moble i en el fermall del seu llibre. Magdalena està absorta en la seva lectura i aparentment inconscient del seu entorn. Van der Weyden li ha donat una dignitat tranquil·la tot i que ell és generalment considerat com el més emocional dels mestres flamencs del període, en particular en comparació amb Jan van Eyck.
Lorne Campbell descriu la minúscula figura de la dona vista a través de la finestra i el seu reflex en l'aigua com "petits miracles de la pintura", i diu que "l'atenció pels detalls supera de molt els de Jan van Eyck i l'habilitat d'execució és sorprenent". Apunta que aquests detalls minúsculs no haurien estat perceptibles per un espectador quan el retaule estava íntegre i en la posició imaginable per la seva dimensió total. Altres àrees del panell, tanmateix, ha estat descrit com avorrit i sense inspiració. Un crític va escriure que les àrees del pis i la majoria de l'armari darrere Magdalena sembla inacabat i "massa estret i un aspecte semblant al paper". Alguns objectes col·locats sobre en l'armari, ara són amb prou feines visibles, ja que tan sols resten les seves bases.

## Altres fragments del retaule

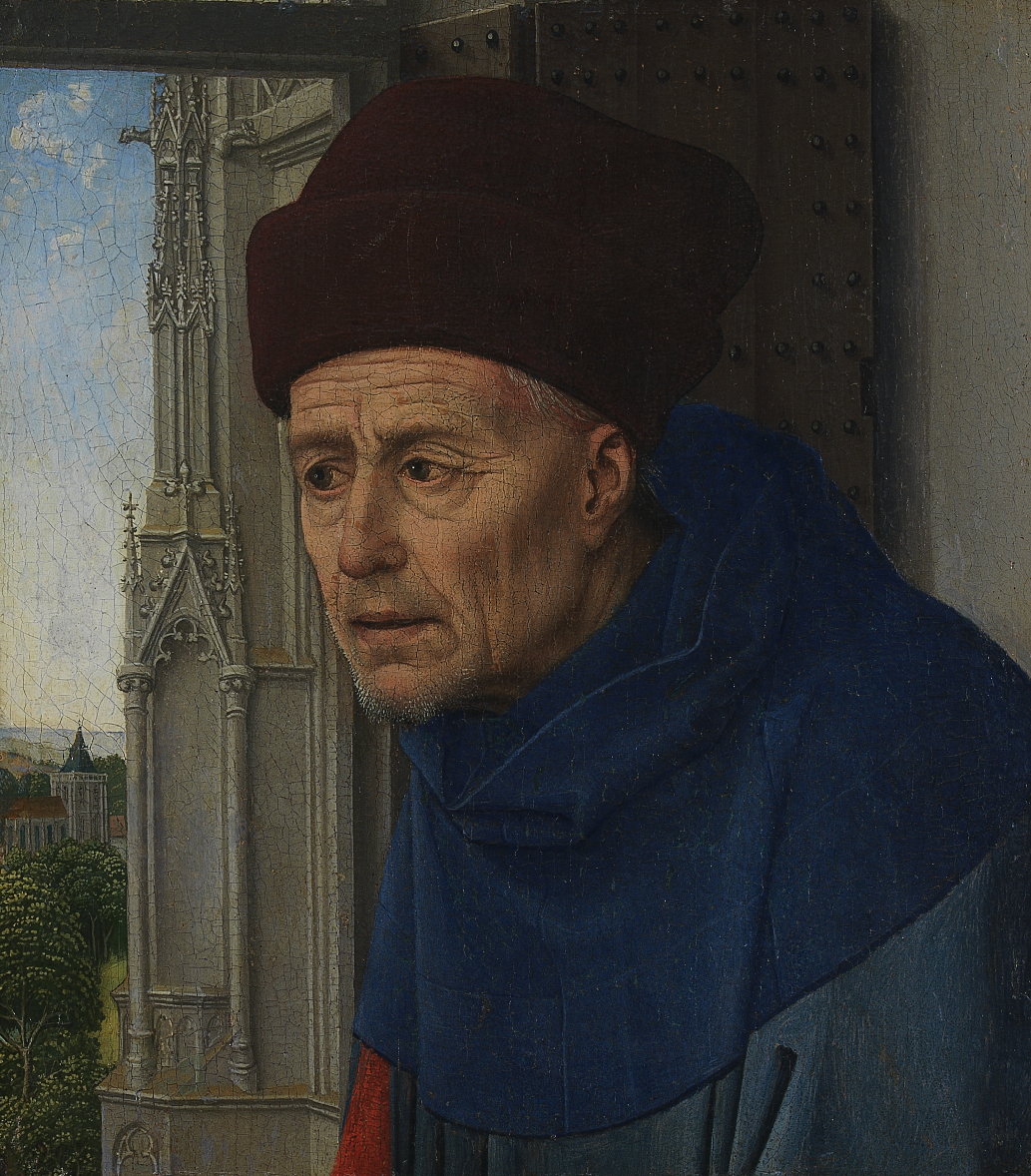
Cap de Sant Josep (fragment). 21 cm × 18 cm. Museu Calouste Gulbenkian, Lisboa. Aquesta taula mostra la part superior de la figura de Sant Josep; la part inferior del cos i un braç, són visibles aLa Magdalena llegint

Al Nationalmuseum  d'Estocolm es conserva un dibuix de la Mare de Déu amb Nen i Sants que es creu que pot ser un estudi d'una porció del retaule original fet per un seguidor de Van der Weyden, que, possiblement, coincideixi amb el Mestre de Koberger Ründblatter. El dibuix té un fons vagament esbossat i mostra, d'esquerra a dreta: un sant bisbe no identificat amb mitra i bàcul pastoral fent un gest de benedicció; un espai estret amb unes poques línies verticals ondulades que suggereixen el començament del contorn d'una figura agenollant; 
una figura barbuda descalça amb una túnica aspra identificat com Sant Joan Baptista; una Mare de Déu asseguda amb el Nen Jesús a la falda, que s'inclina a la dreta, mirant un llibre que està sostingut per un home sense barba agenollat identificat com Joan l'Evangelista.
El dibuix s'atura al final de la túnica de Joan, aproximadament en el punt en què el panell de Londres té el bastó de Josep tocant a Joan i la túnica de la Magdalena. Això fa pensar que el panell de la Magdalena va ser el primer a ser tallat de l'obra original.

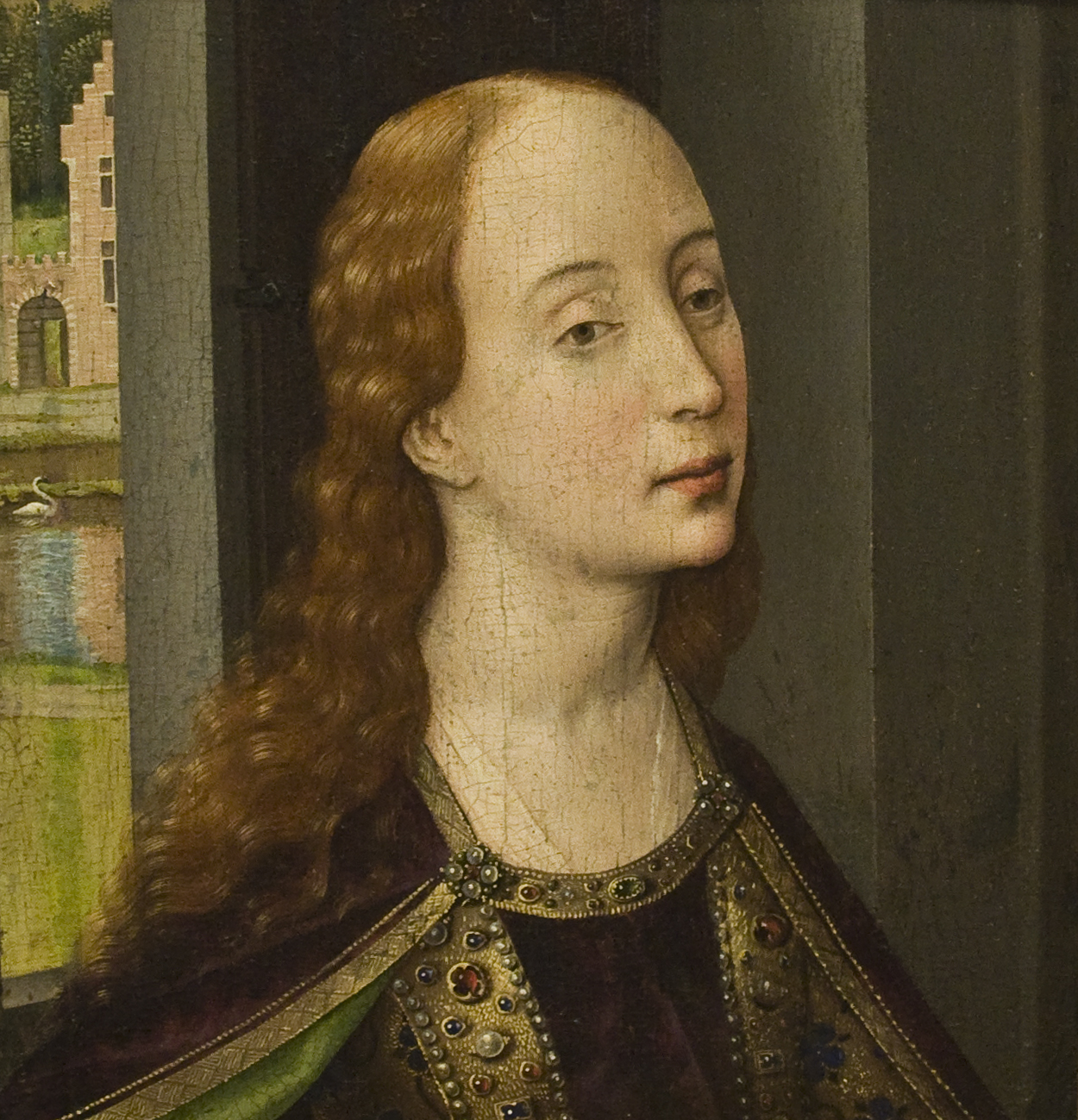
Cap d'una Santa (fragment). 21 cm × 18 cm. Museu Calouste Gulbenkian, Lisboa. Possible representació de Santa Caterina d'Alexandria, és una peça de menys qualitat que els altres dos fragments coneguts, un fet que indica que pot haver estat completat per membres del taller de Van der Weyden.

En un moment indeterminat anterior a 1811, el retaule original va ser tallat, com a mínim en tres peces, possiblement al seu mal estat, tot i que el fragment de la Magdalena està en bones condicions. El repintat en negre que tapava tot el que envolta la figura principal, probablement es va afegir a la primera meitat del segle xvii quan l'interès per la pintura dels primitius flamencs havia caigut i no estava de moda. Campbell creu que després d'ocultar el detall del fons "s'assemblava prou a una peça de gènere vàlida per a figurar en una col·lecció ben coneguda de pintura holandesa del segle XVII". Per la mida dels tres panells supervivents i la relació amb el dibuix esmentat, es calcula que l'original era, com a mínim, d'1 m d'alt per 1,5 m d'ample; el bisbe i la Magdalena semblen clarament marcar els extrems horitzontals, però l'extensió de la imatge damunt i sota els elements supervivents i el dibuix no poden ser calculats amb certesa. La mida estimada és comparable amb els retaules petits del període. El fons va ser cobert amb una capa gruixuda de pigment marró-negre fins que va ser netejat el 1955; va ser només després de l'extracció de la capa quan es va ser relacionar amb el cos superior i cap de Josep de la peça de Lisboa. Aquestes dues feines no van ser conegudes i inventariades fins al 1907, quan apareixen a la col·lecció de Léo Lardus en Suresnes, França.
El panell del Londres mostra molta de la roba de dues altres figures del retaule original. A l'esquerra de la Magdalena hi ha una roba vermella de qui sembla una figura agenollada. La figura, la roba, i de forma menys precisa el fons, encaixen amb un Sant Joan l'Evangelista agenollat. Darrere de la Magdalena hi ha mig cos inferior i un braç d'una figura dempeus vestida de blau i vermell, amb un rosari lineal en una mà i un bastó a l'altre. La part superior, el tors i el cap, encaixa amb la figura d'un dels dos panells del museu Calouste Gulbenkian de Lisboa, identificada com a Sant Josep.

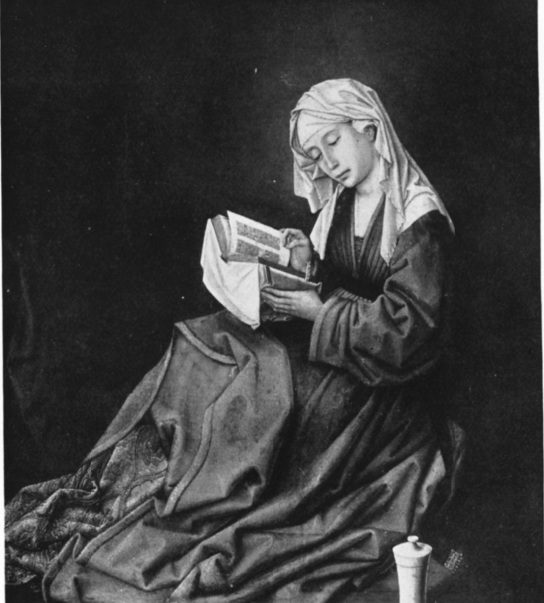
Vista parcial d'una fotografia en blanc i negre de 1930 del panell abans que de ser netejat del repintat que tenia.

Hi ha un altre petit panell al museu de Lisboa d'un cap femení, ricament vestit, conegut des de 1907 juntament amb la taula del Josep quan va ser registrat a l'inventari de Leo Nardus a Suresnes. La figura pot representar Santa Caterina d'Alexandria, i tant per l'angle de la seva roba, com per l'alineament del riu darrere seu amb el de la taula de Londres, es pot assumir que està agenollada. Al dibuix d'Estocolm no hi és, si bé s'aprecien traces del seu vestit. El panell de Josep té una petita visió d'una escena exterior a través d'una finestra; si la figura femenina s'assumeix que està agenollada, llavors els arbres per sobre de la riba s'alineen amb els del panell de Londres. Alguns historiadors d'art, incloent-hi Martin Davies i John Ward, han trigat a acceptar el panell de la Caterina com a part del retaule, encara que és indubtablement obra de Van der Weyden o d'un seguidor contemporani. L'evidència en contra d'aquesta assumpció, és el fet que la motllura de la finestra a l'esquerra de la Caterina és senzilla, mentre que la propera a Sant Josep és aixamfranada. Aquesta inconsistència en un Van der Weyden és inusual. Els plafons són d'un gruix igual (1,3 cm) i quasi d'idèntica mida; el plafó de Caterina mesura 18,6 cm × 21,7 cm, i el de Sant Josep 18,2 cm × 21 cm.
Lorne Campbell creu que, encara que el cap de Caterina està "evidentment menys ben dibuixat i pintat de forma menys brillant que la Magdalena, sembla probable que tot tres fragments provenen de la mateixa obra original"; assenyala que "a la part central de la vora dreta d'aquest fragment ["Caterina"] hi ha un petit triangle de color vermell, esbossat per una pinzellada contínua en el dibuix subjacent… És probable que el vermell sigui part del contorn de la figura que falta del Baptista". El petit triangle esmentat està en la vora exterior del panell, i només és visible quan es treu del marc. Ward, també creu que la peça es correspon directament amb els plecs de la túnica de Joan.
El dibuix d'Estocolm no conté la figura de Caterina, si bé hi ha un espai buit estret a la dreta del bisbe amb unes quantes línies esbossades que podrien representar el perfil de la part baixa de la figura agenollada de Santa Caterina. Tot i que cap dels rostres dels tres plafons supervivents s'hi assemblen als del dibuix, l'historiador d'art John Ward va fer una reconstrucció el 1971, on les combinava en una composició idealitzada amb la distribució de personatges del dibuix d'Estocolm, amb la decoració de l'estança -inexistent al dibuix- inspirada en la Mare de Déu amb Nen, Sants i comitents de Vrancke van der Stockt que es conserva al Louvre. Es desconeix la història o ubicació original del dibuix d'Estocolm abans del segle xix, llevat que al verso hi ha un dibuix d'una talla de la Verge i el Nen atribuït a un taller de Brussel·les, de prop de 1440 i que actualment és al museu de Portugal.

## Iconografia

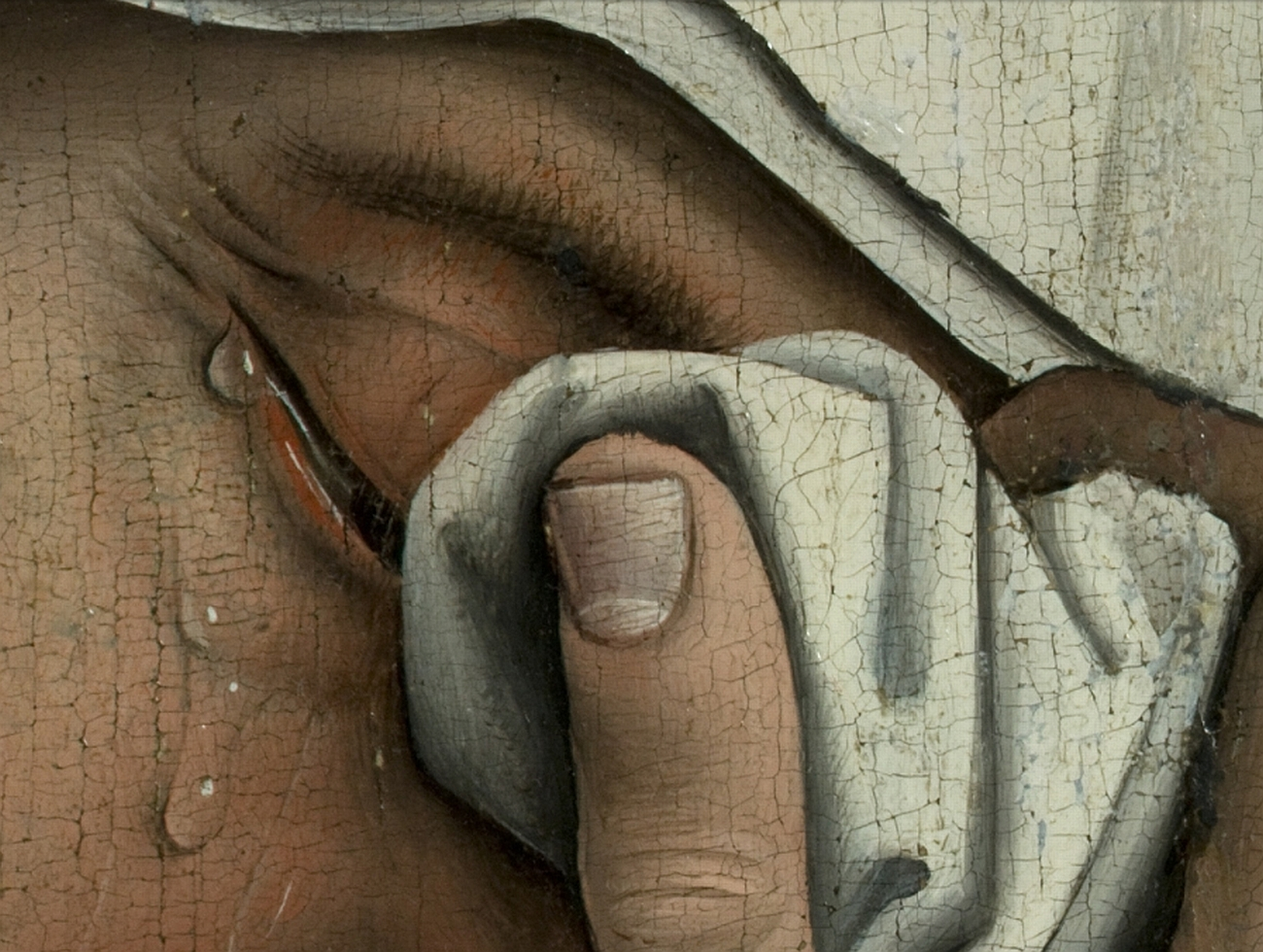
Detall del Davallament de la Creu, c. 1435. Aquí Van der Weyden retrata les llàgrimes i els ulls parcialment visibles de Maria de Clopas.

La representació de Magdalena es basa en Maria de Betània, identificada en temps del papa Gregori I com la prostituta penedida de l'evangeli de  Lluc 7:36–50. Llavors se la va associar iconogràficament amb el plor i lectura: la pietat de Crist causa penediment o plors en els ulls del pecador. Els artistes de començaments del renaixement sovint transmeten aquesta idea en retratar ulls contemplatius, que associa les llàgrimes amb les paraules, i alhora plorant mentre es llegeix. Es poden veure exemples a les obres del segle xvi de Tintoretto i Ticià que mostren la Magdalena llegint, sovint amb els seus ulls centrats en el seu llibre (i presumiblement lluny d'un mirada masculina), o mirant al cel o, de vegades, mirant tímidament cap a l'espectador. A la seva obra "La cara ploranera", Mosche Barasch explica que a l'època de Van der Weyden el gest de defugir la mirada o cobrir els ulls esdevenien una "fórmula pictòrica per plorar".

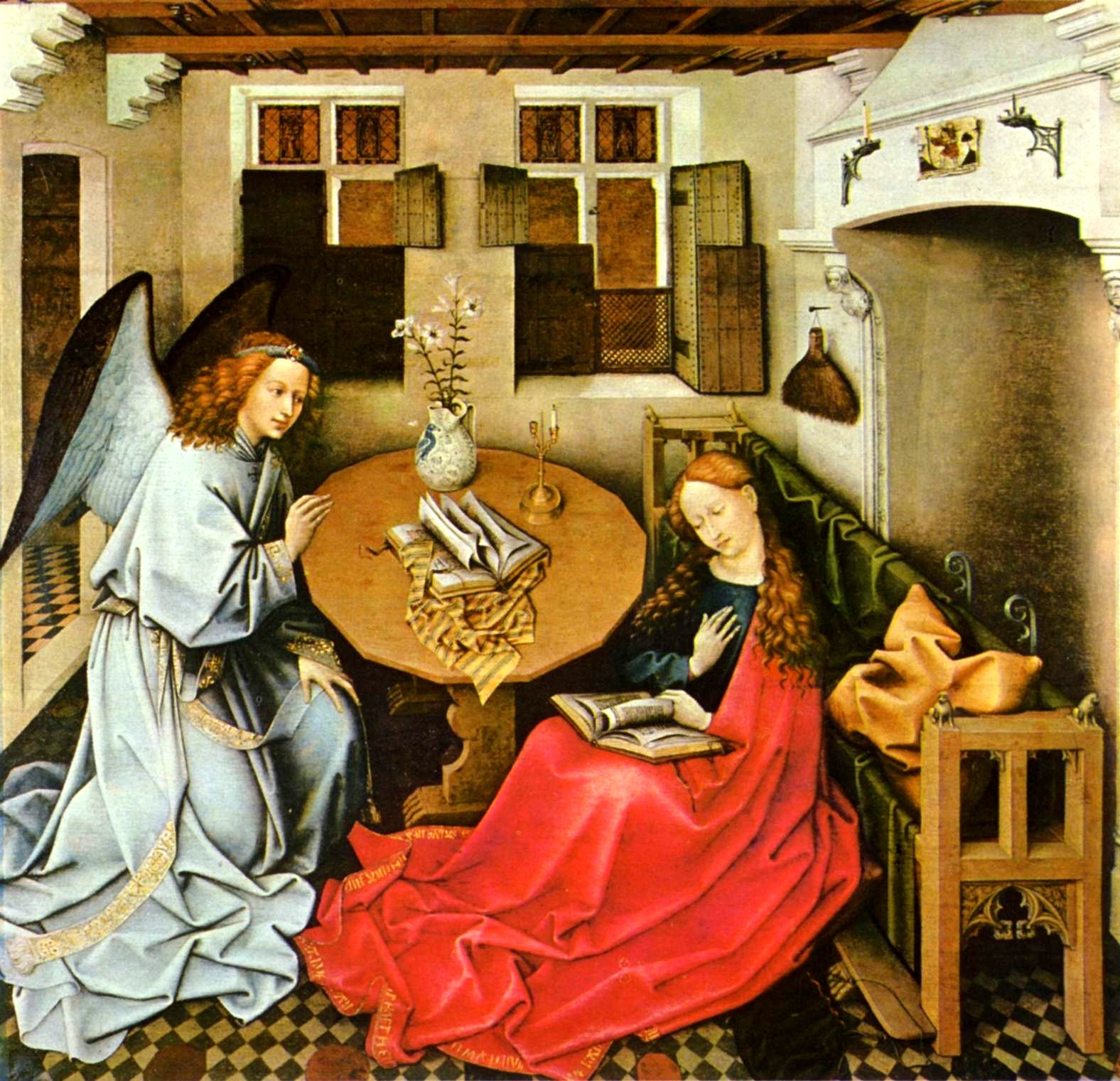
Anunciació, de Robert Campin, Brussel·les, c. 1420–1440, on la figura de la Mare de Déu és propera a l'estil de la Magdalena de Van der Weyden.

En època medieval, la lectura esdevenia sinònima de devoció, la qual cosa implicava la retirada de la vista pública. La ubicació de la Magdalena que fa Van der Weyden en una escena interior reflecteix l'alfabetització creixent de l'entorn domèstic o de les dones laiques de meitat del segle xv. L'increment de producció de textos devocionals demostra que les dones nobles del període llegien textos habitualment, com un saltiri o llibre d'hores, en la intimitat de les seves cases. Que la Magdalena mateixa era lectora va ser un fet fermament assumit en les arts visuals del segle xvii. Com què la Magdalena va estar present a la mort de Crist i la posterior resurrecció, se l'hi ha atribuït el rol de portadora de notícies -testimonials- i, per tant, directament associada amb el text.
La imatgeria de la Magdalena mostra la idea de Crist com "la paraula", representada per un llibre, amb la Magdalena com la lectora aprenent de la seva pròpia història vital en un moment de reflexió i penediment. La seva devoció a la lectura reflecteix el seu estatus tradicional com la prostituta piadosament penedida, així com una profetessa o vident. Segons la llegenda, la Magdalena va viure els darrers 30 anys de la seva vida com a eremita a Sainte-Baume i és sovint representada amb un llibre, llegint o escrivint, simbolitzant els seus darrers anys de contemplació i penediment. Al segle xiii va adquirir la imatge d'un dona que s'havia avergonyit, amb un llarg cabell, que amagava la seva nuesa a l'exili i "sostinguda per àngels, flotant entre el cel i la terra".
El flascó d'ungüent de la Magdalena era comú en el lèxic de l'art del període. Maria de Betània podria haver utilitzat un flascó quan es va penedir dels seus pecats als peus de Crist a casa seva; durant el renaixement, la imatge de la Magdalena era la de la dona que va netejar els peus de Crist amb les seves llàgrimes i els va eixugar amb el seu cabell. Ella representa el "sagrament de la unció (crisma i unció)" quan aboca preciós oli de nard al peus de Crist a la seva tomba.